# Chu Ishikawa
Chu Ishikawa (石川忠, Ishikawa Chū) (6 de febrer de 1966 - 21 de desembre de 2017) va ser un compositor i músic japonès, més conegut per crear el bandes sonores de moltes pel·lícules de Shinya Tsukamoto i Takashi Miike. També va fundar els grups de música industrial Der Eisenrost i Zeitlich Vergelter.

## Bandes sonores
- Tetsuo: The Iron Man (1989)
- Tetsuo II: Body Hammer (1992)
- Tokyo Fist (1995)
- Fudoh: The New Generation (1996)
- Bullet Ballet (1998)
- Sōseiji (1999) Premi a la millor banda sonora al XXXIII Festival Internacional de Cinema Fantàstic de Catalunya[2]
- Dead or Alive 2: Birds (2000)
- A Snake of June (2002)
- Vital (2004)
- Haze (2005)
- Nightmare Detective (2006)
- Nightmare Detective 2 (2008)
- Tetsuo: The Bullet Man (2010)
- Kotoko (2011)
- Fires on the Plain (2014)